# Жанна Лапуарі
Жа́нна Лапуарі́ (фр. Jeanne Lapoirie; нар. 13 квітня 1963, Париж, Франція) — французька кінооператорка.

## Біографія та кар'єра
Жанна Лапуарі народилася 13 квітня 1963 року в Парижі, Франція. Почала свою кінематографічну кар'єру в 1980-х роках, працюючи кінооператором з такими режисерами, як Люк Бессон і Аньєс Варда. Вона також відома своєю співпрацею з Андре Тешіне та Франсуа Озоном.
Жанна Лауарі двічі була номінована на здобуття французької національної кінопремії «Сезар» за найкращу операторську роботу: у 2003 році за фільм «8 жінок» та у 2014-му за історичну драму «Міхаель Кольхаас».
Жанна Лапуарі є членом Французької асоціації кінооператорів (фр. Association Française des Directeurs de la Photographie Cinématographique, AFC) та з 2016 року членом «Американської академії кінематографічних мистецтв і наук» (англ. Academy of Motion Picture Arts and Sciences, AMPAS).

## Фільмографія
- 1984 : / Argie
- 1990 : Жизель Керозін / Gisèle Kérozène к/м
- 1993 : Усі хлопчики і дівчатка свого віку… / Tous les garçons et les filles de leur âge… т/с
- 1993 : Діти вугілля / Les enfants du charbon к/м
- 1994 : Дикі очерети / Les roseaux sauvages
- 1994 : Слова любові / Les mots de l'amour к/м
- 1995 : Життя у зворотному порядку / La vie à rebours к/м
- 1995 : Після дощу / Après la pluie к/м
- 1995 : Ніколи двічі / Never Twice к/м
- 1995 : Бенкет / Le banquet к/м
- 1996 : Злодії / Les voleurs
- 1996 : На повній швидкості / À toute vitesse
- 1996 : Проте працює: Невідомо / Court toujours: L'inconnu т/ф
- 1996 : Трансатлантика / Transatlantique
- 1996 : Усе, що блищить… / Tout ce qui brille т/ф
- 1996 : Важка праця поліцейського / Le dur métier de policier к/м
- 1998 : Аліса / Alissa
- 1999 : Звільни мене / Emporte-moi
- 1999 : Краплі дощу на розпечених скелях / Gouttes d'eau sur pierres brûlantes
- 1999 : За дверима / Derrière la porte к/м
- 2000 : Інші дівчатка / Les autres filles
- 2000 : Під піском / Sous le sable
- 2000 : Маленький Бен / Petit Ben т/ф
- 2000 : Змішання жанрів / La confusion des genres
- 2001 : Ріка / La rivière к/м
- 2001 : З усією любов'ю / Avec tout mon amour
- 2001 : Куди поділася ваша посмішка? / Où gît votre sourire enfoui?
- 2001 : Імаґо / Imago
- 2001 : 8 жінок / 8 femmes
- 2002 : Дивна одіссея одного ідіота / La merveilleuse odyssée de l'idiot Toboggan
- 2003 : Легше верблюдові / Il est plus facile pour un chameau…
- 2003 : Знайомтеся, Ваша вдова / Mariées mais pas trop
- 2004 : Привиди / Les revenants
- 2005 : Час прощання / Le Temps qui reste
- 2005 : Ідеальний день / A Perfect Day
- 2005 : / Amazonie, la vie au bout des doigts т/ф
- 2006 : Мій батько / Mon père… (к/м)
- 2006 : Кабаре «Парадіз» / Cabaret Paradis
- 2006 : Фрагменти про благодать / Fragments sur la grâce
- 2007 : Прогулянка / La promenade к/м
- 2007 : Сон попередньої ночі / Actrices
- 2008 : Можливість острова / La possibilité d'une île
- 2008 : Парк / Parc
- 2009 : Рікі / Ricky
- 2009 : Незалежність / Independencia
- 2009 : Кросдресер / Crossdresser
- 2010 : Розмовне продовження / Suite parlée
- 2010 : Далеко по сусідству / Quartier lointain
- 2010 : / Ea3
- 2011 : Подруга на ніч / Ma compagne de nuit
- 2011 : Моя маленька принцеса / My Little Princess
- 2012 : Жорес / Jaurès
- 2012 : Хлопчики зі Сходу / Eastern Boys
- 2013 : Замок в Італії / Un château en Italie
- 2013 : Міхаель Кольхаас / Michael Kohlhaas
- 2014 : Гет / Gett
- 2014 : / Gaby Baby Doll
- 2015 : Мама / Une mère
- 2015 : Тепла пора року / La belle saison
- 2015 : / Lui au printemps, elle en hiver т/ф
- 2016 : Нічому не рада / Jamais contente
- 2016 : У ліс / Dans la forêt
- 2017 : Лола Патер / Lola Pater
- 2017 : 120 ударів на хвилину / 120 battements par minute
- 2018 : Щоденник мого розуму / Journal de ma tête
- 2018 : Неможливе кохання /  Un amour impossible
- 2021 : Бенедетта /  Benedetta

## Нагороди
| Рік            | Категорія                    | Номінант              | Результат |
| -------------- | ---------------------------- | --------------------- | --------- |
| Премія «Сезар» |                              |                       |           |
| 2003           | Найкраща операторська робота | 8 жінок               | Номінація |
| 2014           | Найкраща операторська робота | Міхаель Кольхаас      | Номінація |
| 2018           | Найкраща операторська робота | 120 ударів на хвилину | Номінація |